# Oribatella kunsti
Oribatella kunsti är en kvalsterart som beskrevs av Bernini 1972. Oribatella kunsti ingår i släktet Oribatella och familjen Oribatellidae. Inga underarter finns listade i Catalogue of Life.